# Al Jardine
Alan Charles Jardine (* 3. září 1942 Lima, Ohio, USA) je americký zpěvák, kytarista a multiinstrumentalista. V roce 1961 byl spoluzakladatelem skupiny The Beach Boys, se kterou byl v roce 1988 uveden do Rock and Roll Hall of Fame. V roce 2010 vydal své první sólové album s názvem A Postcard from California.